# Hans Maier (Politiker, 1931)

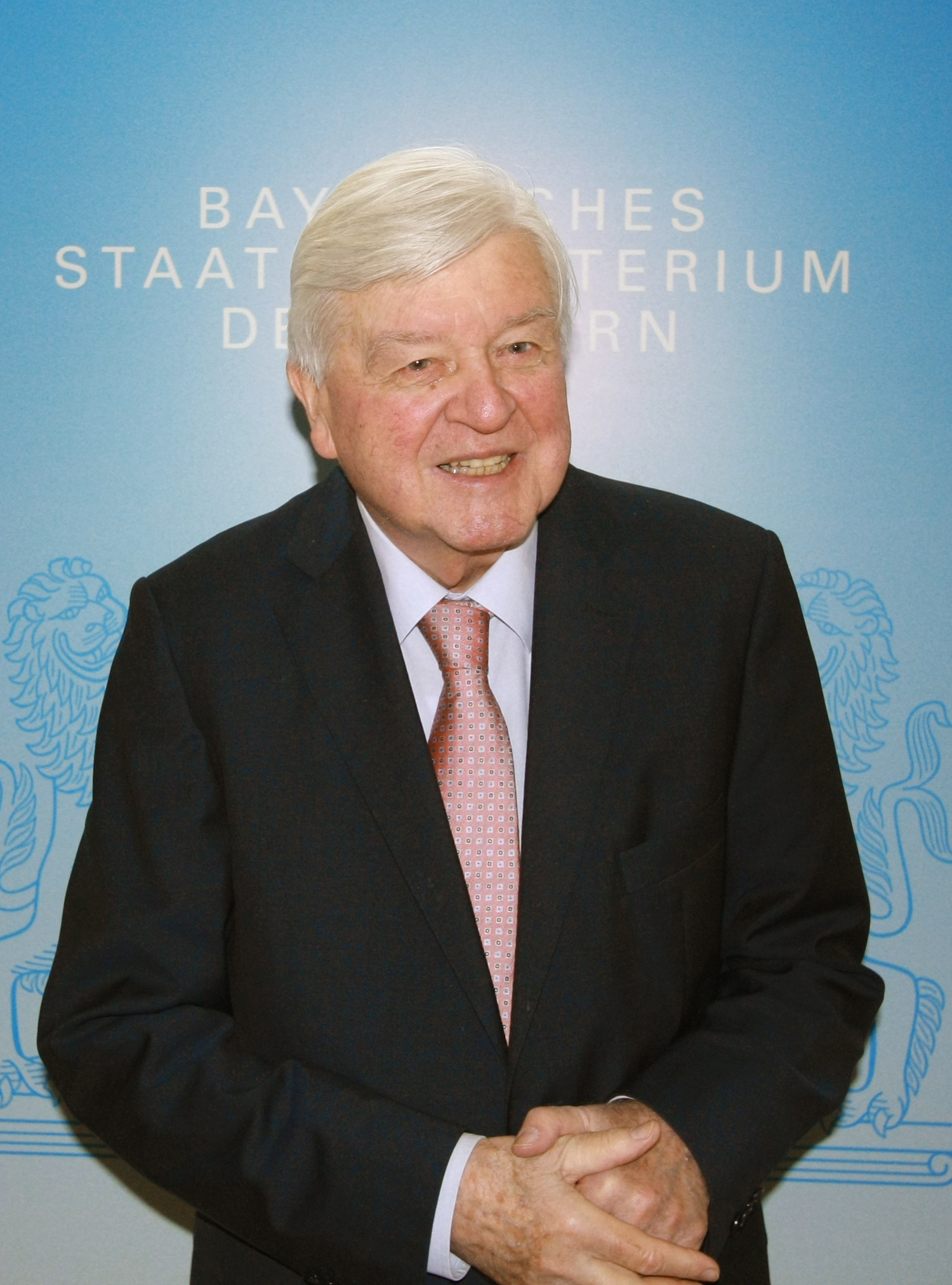
Hans Maier (April 2012)

Hans Maier (* 18. Juni 1931 in Freiburg im Breisgau) ist ein deutscher Politikwissenschaftler, Publizist und Politiker (CSU). Er lehrte als Professor für politische Wissenschaft an der Ludwig-Maximilians-Universität München und war von 1970 bis 1986 bayerischer Staatsminister für Unterricht und Kultus.

## Leben

### Ausbildung und Beruf
Hans Maier wuchs im bäuerlichen katholischen Milieu auf. Nach seinen Angaben hielt sich seine Familie vom Nationalsozialismus fern. Bei einem Luftangriff auf Freiburg am 27. November 1944 seien er und seine Schwester verschüttet worden, Nachbarn hätten die beiden ausgegraben und ihnen somit das Leben gerettet.
Nach seinem Abitur am Freiburger Berthold-Gymnasium studierte Hans Maier in Freiburg, München und Paris Geschichte, Germanistik, Romanistik und Philosophie. 1956 legte er das Staatsexamen für das höhere Lehramt in den Fächern Geschichte, Deutsch und Französisch ab und promovierte 1957 bei Arnold Bergstraesser zum Thema Revolution und Kirche. Studien zur Entstehungsgeschichte der christlichen Demokratie in Frankreich.
1962 habilitierte er sich mit der Schrift Die ältere deutsche Staats- und Verwaltungslehre – Polizeiwissenschaft und wurde nach mehreren Rufen im selben Jahr ordentlicher Professor für politische Wissenschaft am Münchner Institut für Politische Wissenschaft (wenig später in Geschwister-Scholl-Institut umbenannt) der Ludwig-Maximilians-Universität München (LMU). Er wird der Freiburger Schule der Politikwissenschaft zugerechnet. Er wurde in der Politikwissenschaft unter anderem durch seine Publikationen zum Thema Politische Religion bekannt. Von 1966 bis 1970 war er Vertreter Bayerns im Deutschen Bildungsrat und dessen stellvertretender Vorsitzender.
Von 1988 bis zu seiner Emeritierung 1999 übernahm er den Guardini-Lehrstuhl für Christliche Weltanschauung, Religions- und Kulturtheorie an der LMU München.

### Politik

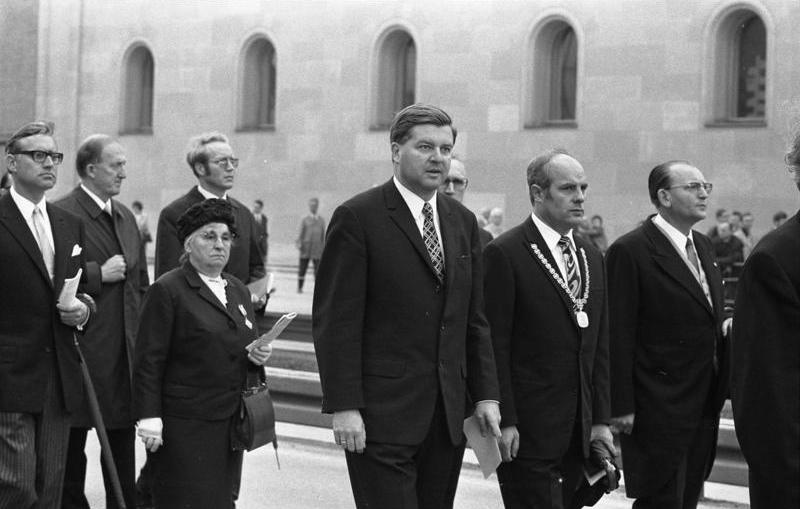
Hans Maier (erste Reihe links) bei der Fronleichnamsprozession 1971 in der Münchner Ludwigstraße

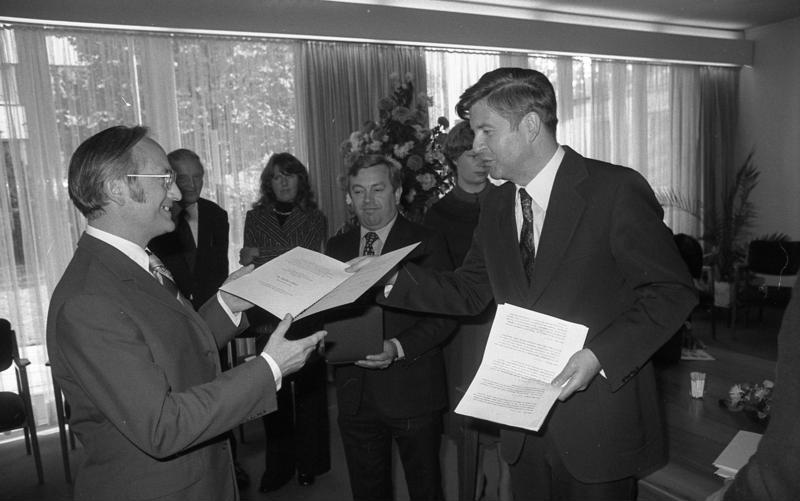
1976: Hans Maier (rechts) zeichnet Journalisten aus

Von 1970 bis 1986 war Hans Maier bayerischer Kultusminister. Im Kabinett wurde ihm 1986 immer wieder vorgehalten, „er unternehme zuwenig gegen »linke« Lehrer – zum Beispiel gegen Pädagogen, die auf Unterschriftenlisten einen Verzicht auf die Atomenergie und die WAA in Wackersdorf gefordert hatten“.
In den ersten Jahren seiner Amtszeit gehörte er weder dem Landtag noch der CSU an. 1978 wurde er für den Stimmkreis Günzburg in den Bayerischen Landtag gewählt, dem er bis zu seiner Mandatsniederlegung am 31. Dezember 1987 angehörte. Als der damalige Ministerpräsident Franz Josef Strauß nach der Landtagswahl 1986 das Kultusministerium in zwei Ressorts, Unterricht und Kultus einerseits und Wissenschaft und Kunst andererseits, aufteilte, trat Maier von seinem Amt zurück.

### Engagement als Katholik
Von 1976 bis 1988 war Maier Präsident des Zentralkomitees der Deutschen Katholiken, dem er auch später viele weitere Jahre angehörte. Von 1999 bis 2005 war er Vorsitzender der Stiftung Bibel und Kultur.
Maier kritisierte den Ende der 1990er Jahre unter anderem von Joseph Ratzinger (2005–2013 Papst Benedikt XVI.) betriebenen Ausstieg der Kirche aus der Schwangerenkonfliktberatung und engagierte sich für Donum vitae. Er kritisierte Papst Benedikt auch in seiner im Jahr 2011 veröffentlichten Autobiografie (siehe #Schriften), die er unter anderem in den Katholischen Akademien Berlin, Köln und Hamburg vorstellte. Als er das Buch in Regensburg vorstellen wollte, verbot der Bischof von Regensburg Gerhard Ludwig Müller ein Auftreten Maiers in kirchlichen Räumen des Bistums.

### Weitere Tätigkeiten

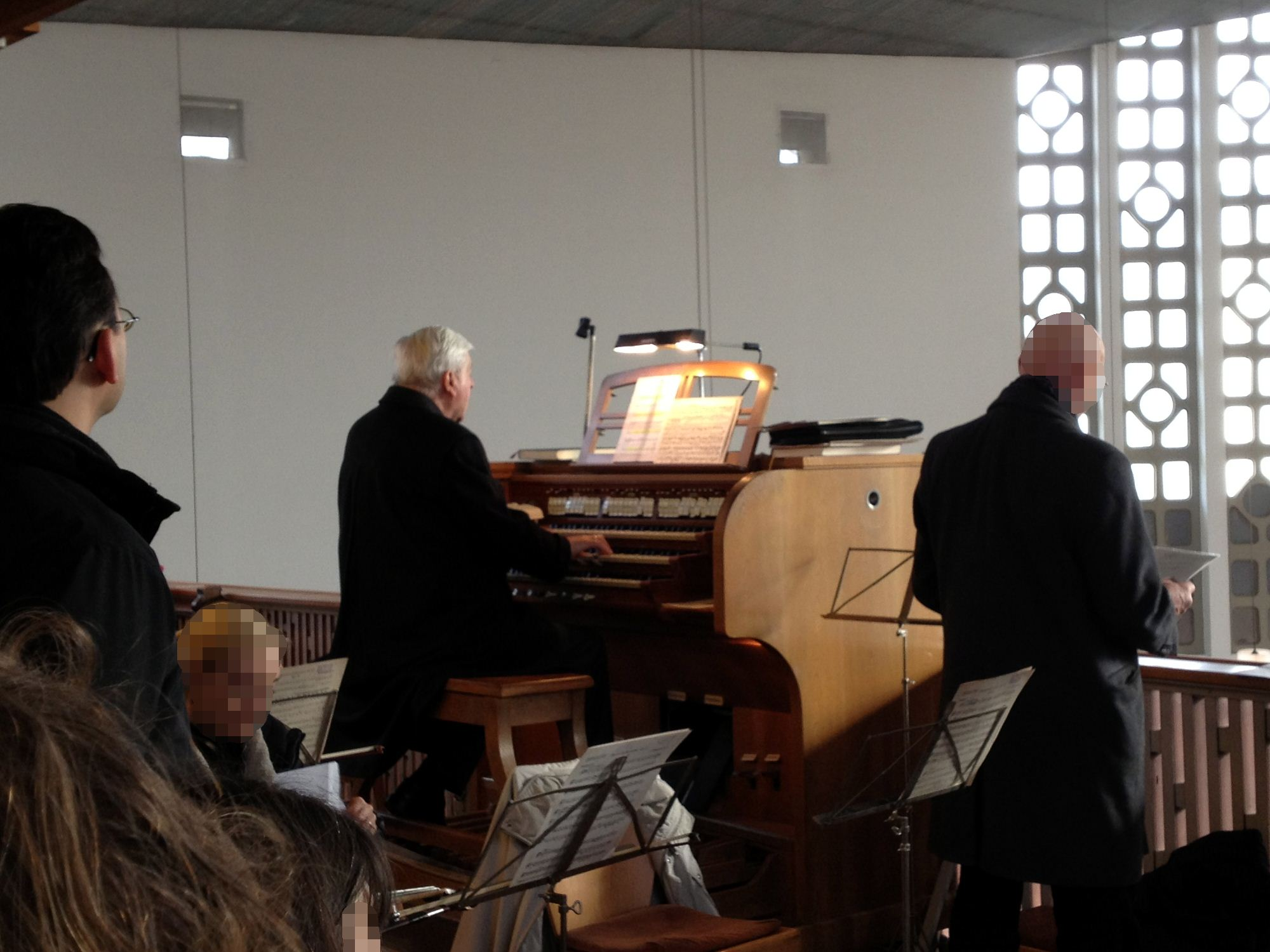
Hans Maier beim Gottesdienst an der Orgel

Im Jahr 1970 gehörte Hans Maier zum engsten Gründerkreis des Bundes Freiheit der Wissenschaft: Gemeinsam mit Richard Löwenthal und Hermann Lübbe formulierte er den Gründungsaufruf.
Von 1985 bis 1988 war Hans Maier Präsident des Deutschen Bühnenvereins. Zudem war er Mitherausgeber der Wochenzeitung Rheinischer Merkur.

### Privates
Maier lebt in München. Er ist seit 1962 verheiratet und hat sechs Töchter. Maier ist passionierter Organist und hat als Kirchenmusiker an Konzerten mitgewirkt, die auch auf Schallplatten und CDs aufgenommen wurden. Er spricht fließend Latein.

## Auszeichnungen und Ehrungen
- 1972: Bayerischer Verdienstorden
- 1973: Ehrenring der Stadt Bamberg[8]
- 1973: Verdienstkreuz am Bande der Bundesrepublik Deutschland[9]
- 1975: Großes Verdienstkreuz der Bundesrepublik Deutschland
- 1975: Großkreuz des Silvesterordens
- 1978: Großes Verdienstkreuz mit Stern der Bundesrepublik Deutschland[10]
- 1981: Offizier der Ehrenlegion
- 1983: Großes Verdienstkreuz mit Stern und Schulterband der Bundesrepublik Deutschland
- 1985: Jacob-Burckhardt-Preis der Goethe-Stiftung Basel
- 1986: Ehrenbürger der Stadt Ichenhausen
- 1986: Spidem-Kristall für Verdienste um das zeitgenössische Musikschaffen
- 1987: Deutscher Preis für Denkmalschutz: Karl-Friedrich-Schinkel-Ring
- 1987: Wilhelm-Hausenstein-Ehrung der Bayerischen Akademie der Schönen Künste
- 1987: Ehrensenator der Hochschule für Musik in Würzburg
- 1988: Ehrensenator der Hochschule für Musik in München
- 1989: Großkreuz des Päpstlichen Ritterordens des heiligen Gregors des Großen[11]
- 1993: Bayerischer Maximiliansorden für Wissenschaft und Kunst
- 1993: Werner-Egk-Preis der Stadt Donauwörth
- 1994: Verdienstmedaille des Landes Baden-Württemberg
- 1996: Ehrenring der Görres-Gesellschaft
- 1996: Bayerische Verfassungsmedaille in Silber (1996) und Gold (1999)
- 1998: Ehrenmedaille in Gold der Elisabeth J. Saal-Stiftung für Humanistische Bildung in Bayern[12]
- 1999: Cicero-Rednerpreis
- 1999: Romano-Guardini-Preis der Katholischen Akademie in Bayern
- 2005: Eugen-Kogon-Preis
- 2005: Bayerischer Kulturpreis
- 2009: Karl-Bosl-Medaille des Bayerischen Philologenverbands
- 2009: Namensgeber für die Hans-Maier-Realschule in Ichenhausen
- 2012: Großer Preis der Bayerischen Volksstiftung.[13]
- 2014: Karl-Jaspers-Preis
- 2017: Dolf-Sternberger-Preis

Mitgliedschaften in Akademien
- seit 1976 Deutsche Akademie für Sprache und Dichtung
- seit 2004 Bayerische Akademie der Wissenschaften

Ehrendoktortitel
- 1982: Dr. jur. h. c. – Universität Tübingen
- 1988: Dr. jur. h. c. – Universität Bayreuth
- 1988: Dr. phil. h. c. – Universität Augsburg
- 1988: Dr. phil. h. c. – Universität Würzburg
- 1992: Dr. phil. h. c. – Universität Passau
- 1996: Dr. phil. h. c. – Universität Kiew
- 1996: Dr. phil. h. c. – Universität Bamberg

## Schriften
(chronologisch)
- Revolution und Kirche, Studien zur Frühgeschichte der christlichen Demokratie 1789–1850, Freiburg 1959. 1965. 1973
- Thomas von Aquin. Paderborn 1961
- Politische Wissenschaft in Deutschland. Aufsätze zur Lehrtradition und Bildungspraxis, München 1969.
- Kritik der Politischen Theologie. Einsiedeln 1970
- Erfahrungen mit Johann Sebastiann Bach [in:] Bachwoche Ansbach [...] 1985. Vortrag, Pressestimmen. Ansbach 1985.
- Politische Religionen – Die totalitären Regime und das Christentum. Herder, Freiburg im Breisgau 1995, ISBN 3-451-04414-5.
- Demokratie in der Kirche. Möglichkeiten und Grenzen. Mit Joseph Ratzinger. (1970, auch französisch, spanisch, portugiesisch, italienisch, polnisch), Neuauflage: Matthias-Grünewald, Lahn, Limburg 2000, ISBN 3-7867-8348-9.
- Gesammelte Schriften. Beck, München 2006–2010:
  - Band 1: Revolution und Kirche. Zur Frühgeschichte der christlichen Demokratie. Mit einem Nachwort von Bronisław Geremek. 2006, ISBN 978-3-406-55016-4.
  - Band 2: Politische Religionen. Mit einem Nachwort von Michael Burleigh. 2007, ISBN 978-3-406-56216-7.
  - Band 3: Kultur und politische Welt. Mit einem Nachwort von Harald Weinrich. 2008, ISBN 978-3-406-57156-5.
  - Band 4: Die ältere deutsche Staats- und Verwaltungslehre. Mit einem Nachwort von Michael Stolleis. 2009, ISBN 978-3-406-57157-2.
  - Band 5: Die Deutschen und ihre Geschichte. Mit einem Nachwort von Hans-Peter Schwarz. 2010, ISBN 978-3-406-57158-9.
- Böse Jahre, gute Jahre. Ein Leben 1931 ff. Autobiographie. Beck, München 2011, ISBN 978-3-406-61285-5.
- Die christliche Zeitrechnung. Ihre Geschichte – ihre Bedeutung. Herder, Freiburg im Breisgau 2013, ISBN 978-3-451-06397-8.
- Die Orgel. Kleine Geschichte eines großen Instruments. Beck, München 2016, ISBN 978-3-406-69758-6.
- Deutschland. Wegmarken seiner Geschichte. C.H. Beck, München 2021, ISBN 978-3-406-76453-0.